# National Parks and Access to the Countryside Act 1949

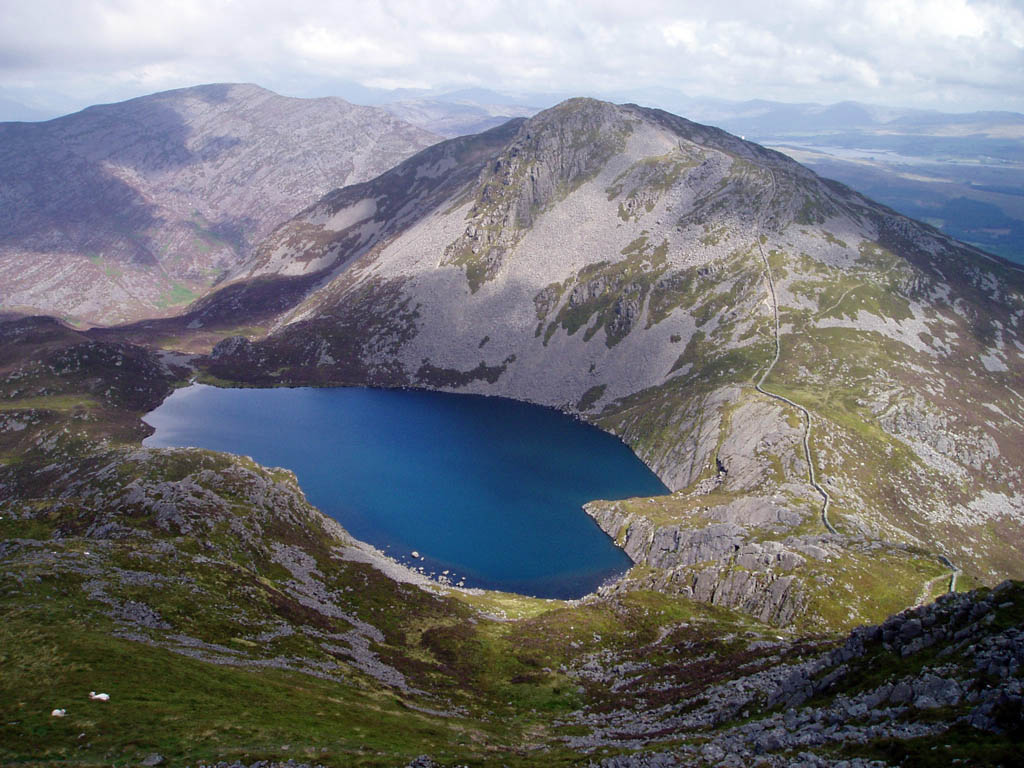
Snowdonia-Nationalpark, einer der Parks, die aufgrund dieses Gesetzes entstanden.

Der National Parks and Access to the Countryside Act 1949 (deutsch „Gesetz von 1949 über Nationalparks und den Zugang zur Landschaft“) ist ein britisches Gesetz vom 18. März 1949, das unter anderem die Schaffung von Nationalparks vorsah und mit der National Parks Commission eine Organisation ins Leben rief, die im Vereinigten Königreich über den Naturschutz wachen konnte.
Aufgrund des Gesetzes schuf das Vereinigte Königreich in den 1950ern zehn Nationalparks, später folgten weitere der Nationalparks in Großbritannien. Die National Parks Commission kreierte in den folgenden Jahren auf Grund des Gesetzes ebenso Areas of Outstanding Natural Beauty, Landflächen mit ähnlicher Bedeutung wie Nationalpark aber weniger direkten Schutz- und Einflussmöglichkeiten des Naturschutzes.